# Lô hội
Lô hội, hay nha đam, long tu (có nơi gọi là liu hội, long thủ, lao vĩ...) là tên gọi các loài cây mọng nước thuộc chi Lô hội (xem thêm trong danh sách danh pháp đồng nghĩa ở bảng bên phải)
Một số loài tiêu biểu: 
- Aloe vera (L.) Burm.f., 1768
- Aloe barbadensis Mill., 1768 var. chinensis (Haw.) Berg. Còn gọi là lô hội ta, là loài duy nhất thuộc chi Aloe ở Việt Nam theo sách Cây cỏ Việt Nam của Phạm Hoàng Hộ.
- Aloe vulgaris Lam., 1783

### Y học

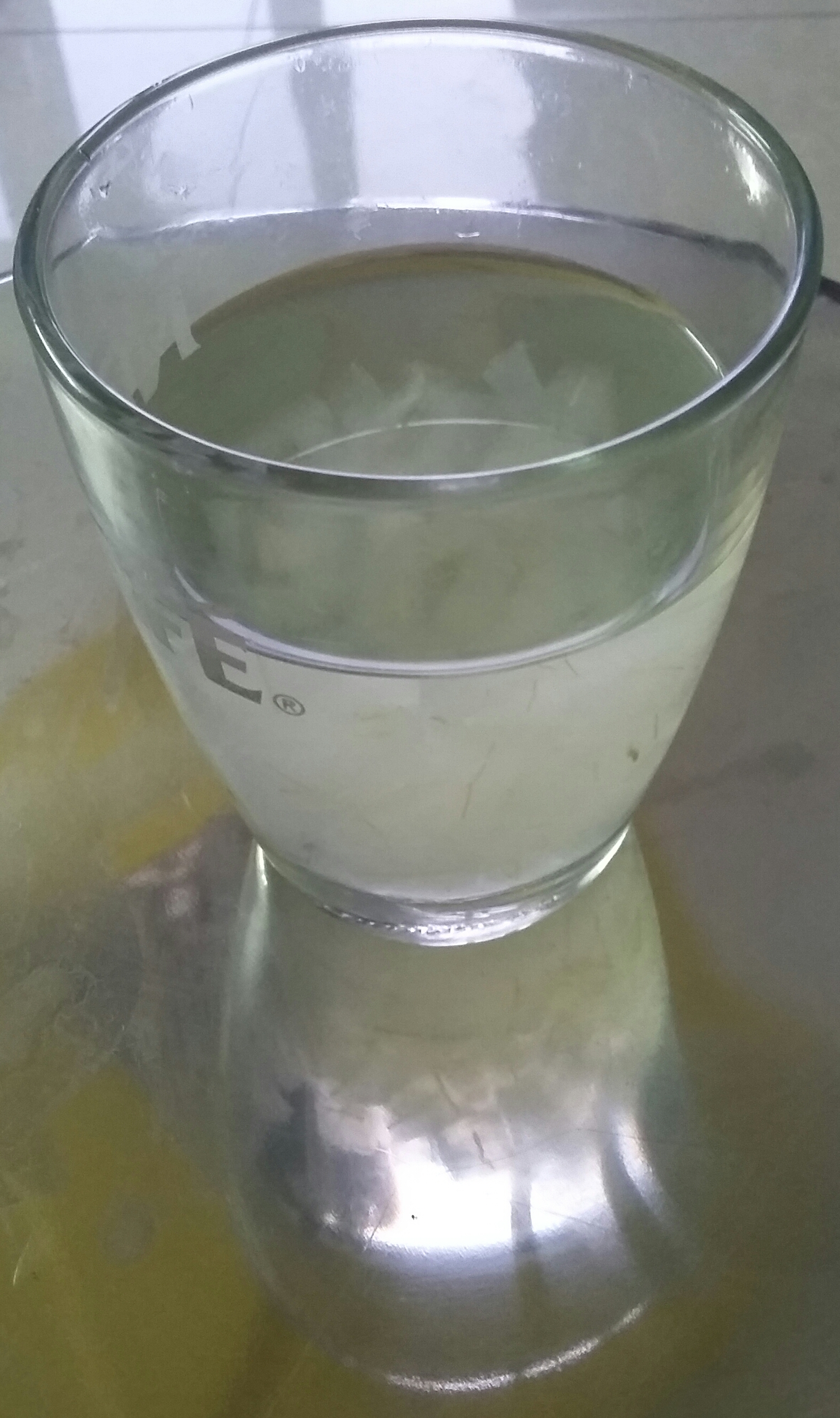
Một ly nước nha đam giải khát